# Mille Gejl Jensen
Mille Gejl Jensen (Grindsted, 23 settembre 1999) è una calciatrice danese, centrocampista offensiva del Crystal Palace e della nazionale danese.

## Carriera

### Nazionale
Convocata con la nazionale danese under 19 fin dal 2016, condivide con le compagne l'accesso alla fase finale all'Europeo di Svizzera 2018, fermata alle semifinali dalla Spagna che in quell'edizione conquista il suo terzo titolo.
Dopo una parentesi nella formazione under 23 nel 2018, dall'anno seguente entra in rosa con la nazionale maggiore facendo il suo debutto il 21 gennaio nell'amichevole vinta per 1-0 sulla Finlandia rilevando Pernille Harder al 46'.

## Palmarès
- Campionato danese: 1

Brøndby: 2018-2019